# Baltimore and Ohio Railroad Museum

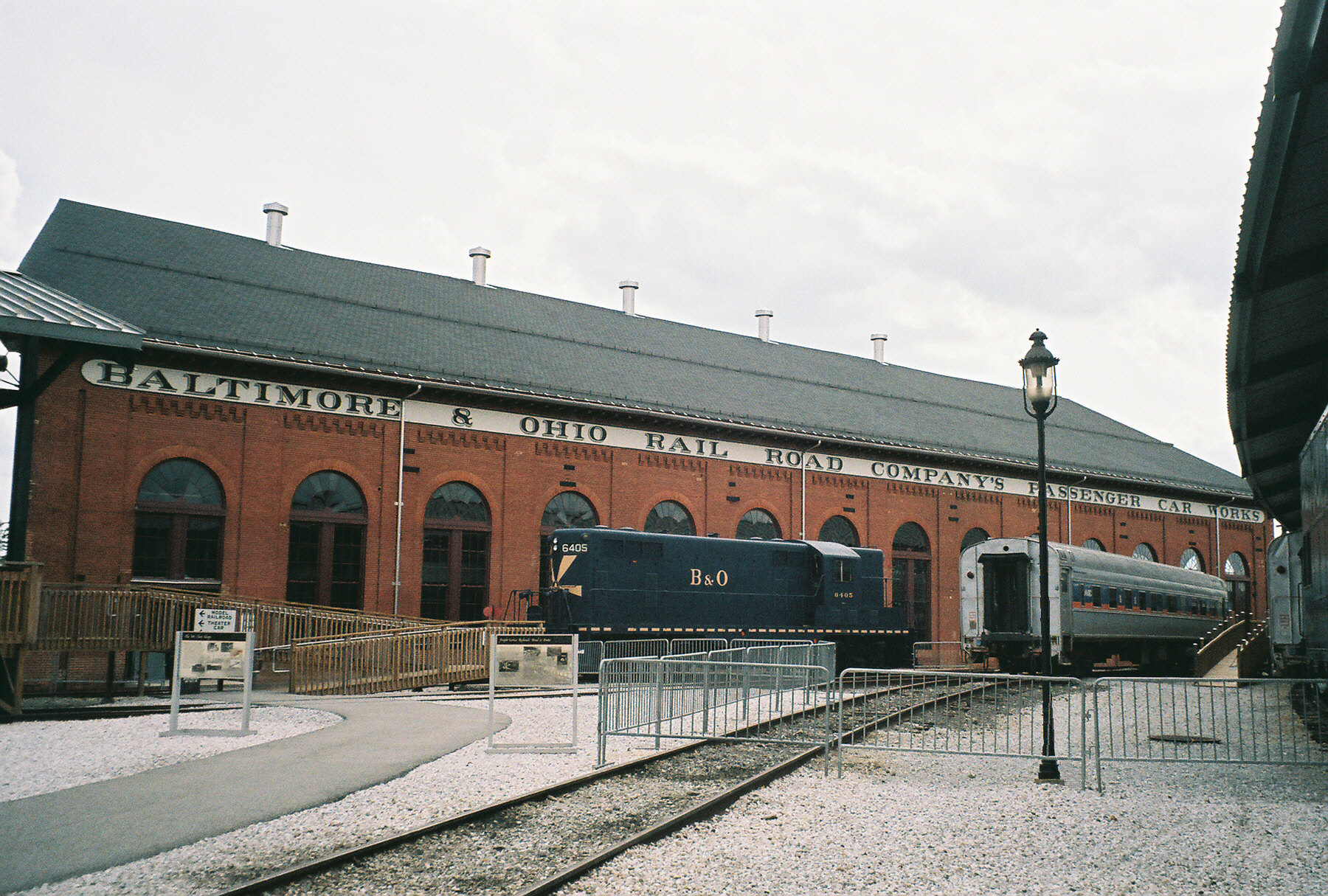
Museums-Werkstatthalle für Personenwagen

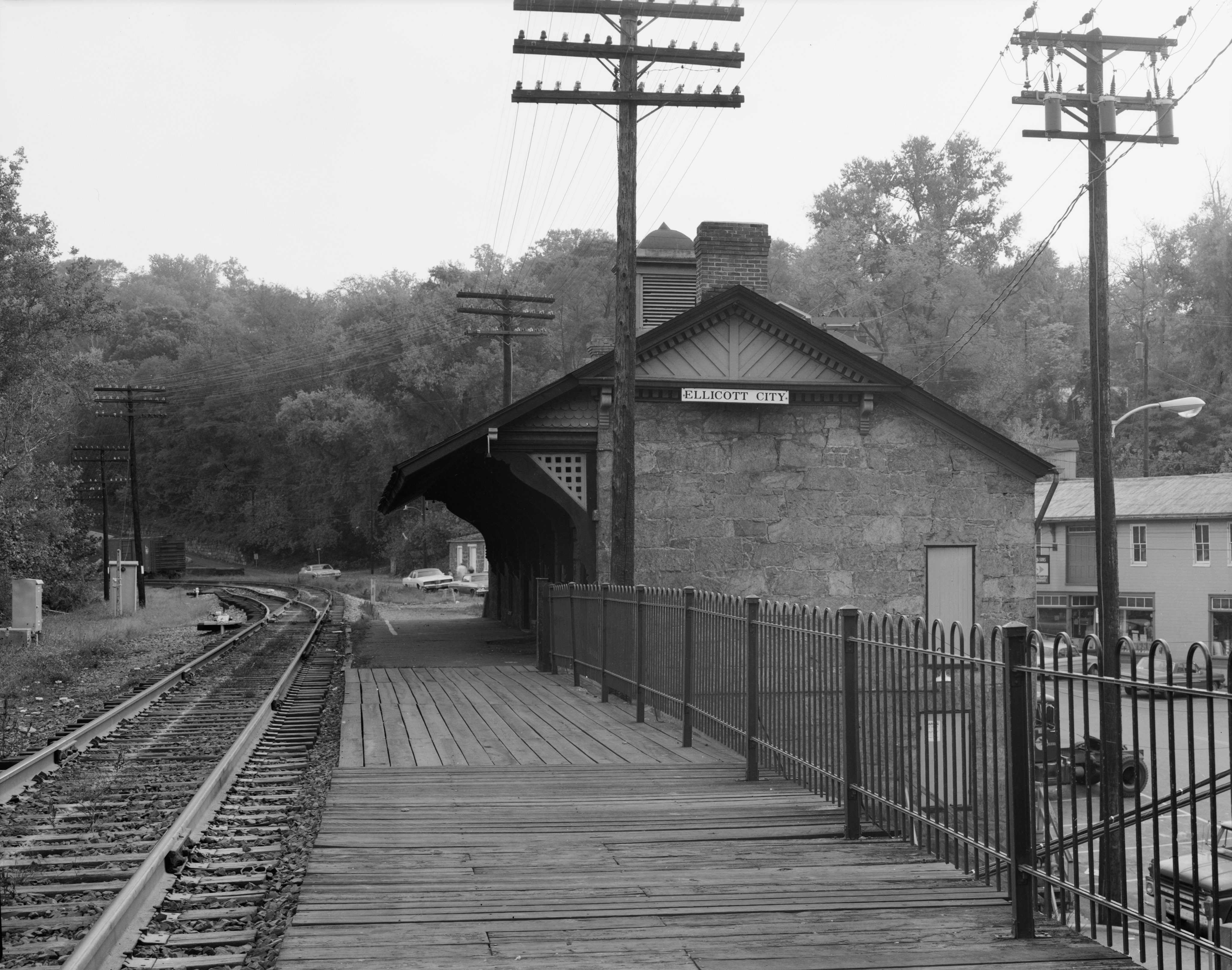
Die Museums-Filiale Ellicott City Station

Das Baltimore and Ohio Railroad Museum, kurz B&O Railroad Museum wurde am 4. Juli 1953 als Baltimore & Ohio Transportation Museum eröffnet. Das in Baltimore, Maryland gelegene Verkehrsmuseum ist von seiner umfangreichen Sammlung her das bedeutendste Eisenbahnmuseum der Vereinigten Staaten.
Standort des Eisenbahnmuseums ist der Bahnhof Mount Clare Station der Baltimore and Ohio Railroad mit seinem Rundschuppen. Der Bahnhof wurde zwischen 1851 und 1884 von Ephraim Francis Baldwin im so genannten Georgianischen Stil errichtet. An dieser Stelle errichtete die B&O Railroad bereits 1829 ihre Eisenbahnwerkstatt Mount Clare Shops, die älteste Eisenbahnproduktionsstätte der USA. Am 15. September 1961 erhielt das Baltimore and Ohio Railroad Museum den Status einer National Historic Landmark. Nach einem teilweisen Dacheinsturz durch Schneelast nach einem Schneesturm am 17. Februar 2003 konnte das Gebäude 2005 renoviert neu eröffnen. Zur Anlage gehört eine Bahnstrecke von 1,6 Kilometer Länge, auf denen in den Sommermonaten wöchentlich Vorführungen stattfinden. 2002 hatte das Museum 160.000 Besucher.

## Wichtige Sammlungsstücke
In der Sammlung stehen 250 Stück rollenden Materials, es gibt 15.000 andere Sammlungsstücke und 140 m³ Archivmaterial werden verwahrt. Für Kinder sind vielleicht auch die ausgestellten Modellanlagen interessant. Zu den Originalen gehören diese Fahrzeuge:
- Baltimore and Ohio #25: The William Mason (4-4-0; Bj. 1856)
- Chesapeake and Ohio Railway #490, „Hudson“ (4-6-4)
- Chesapeake and Ohio #1604, „Allegheny“-class (2-6-6-6)
- Pennsylvania Railroad #4876, PRR-Klasse GG1, die Federal Express-Unglückslok
- Maryland and Pennsylvania Railroad („Ma & Pa“) Inspektionswagen und Railway Post Office
- B&O Royal Blue Line aus den 1890ern
- Baltimore and Ohio #3802, die All American Locomotive
- Nachbauten der B&O's 1831 Tom Thumb und der Lafayette